# Doblete (estilística)
En estilística se denomina doblete a la utilización de una pareja de palabras o sintagmas, sinónimos u opuestos, unidos por una conjunción en lugar de una sola palabra. Es un procedimiento bastante habitual en la traducción cuando no se encuentra el equivalente a una expresión en una sola palabra en la lengua de transferencia. A nivel oracional se denomina más ajustadamente "bimembración".
Los dobletes (así como los tripletes) pueden usarse además para dar cierto ritmo, isocolon o simetría a la prosa. Se encuentran en casi todos los textos literarios; por ejemplo, en el Cantar de mio Cid: "Moros e cristianos", "de pan y de vino", "sano o vivo", "de voluntad y de grado", etcétera. Los hay de distintos tipos:
- Doblete sinonímico o geminación, cuando ambas palabras son sinónimas, por pleonasmo o intensificación, o bien para dirigirse a dos hablantes de muy distinto nivel de cultura, por ejemplo uno popular y otro culto que sabe latín, como cuando se escribe en La Celestina "triste e flutuosa" (que significan lo mismo).
- Doblete antitético: si ambas palabras se oponen de algún modo: "Moros e cristianos".

- Datos: Q30919109